# Nina Bott

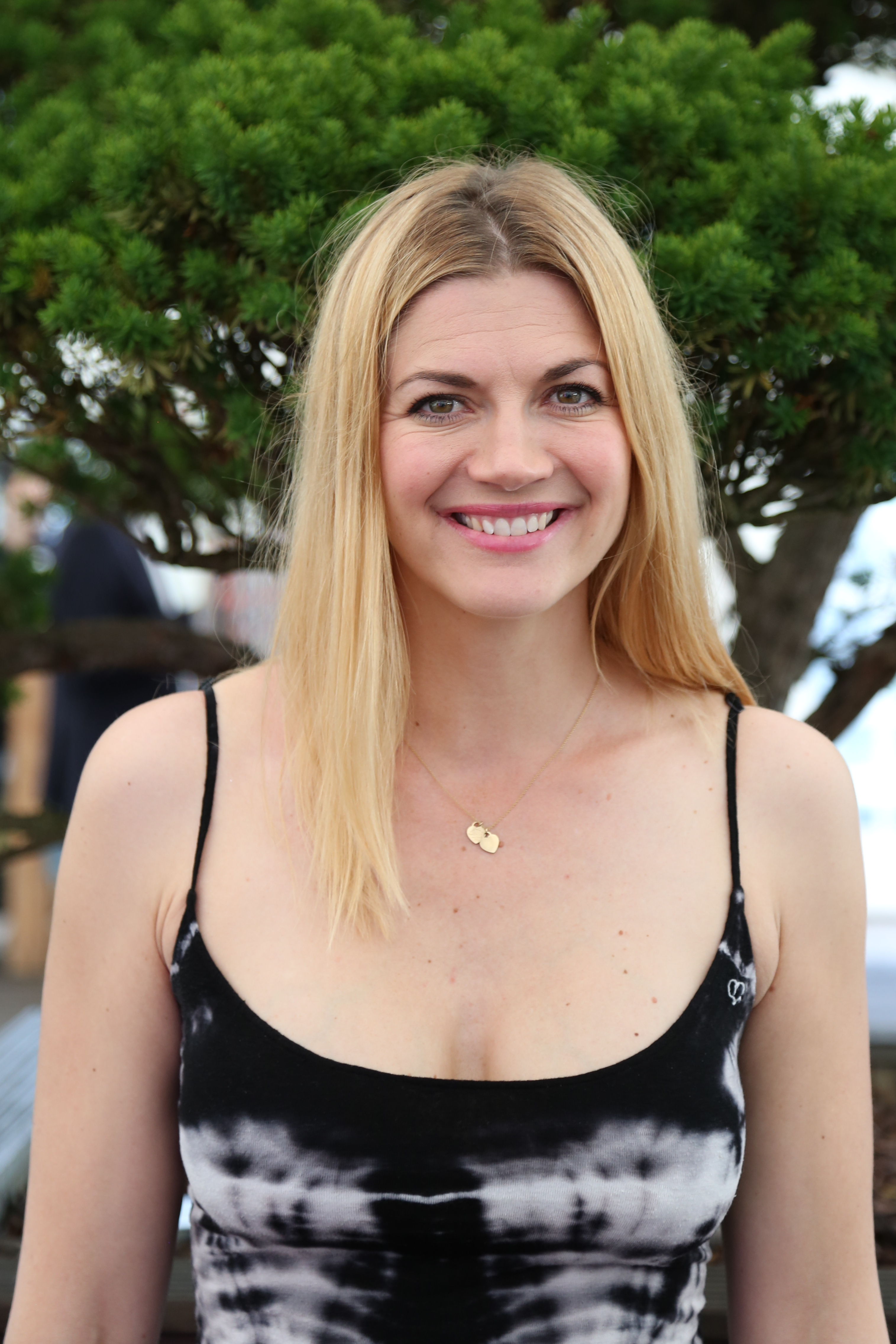
Nina Bott (2017)

Nina Bott (bürgerlich Nina Baarz, * 1. Januar 1978 in Hamburg) ist eine deutsche Schauspielerin, Sängerin und Fernsehmoderatorin.

## Leben
Nina Bott war 1995 Hamburger Jugendmeisterin im Windsurfen. 1997 machte sie Abitur am Corvey-Gymnasium in Hamburg-Lokstedt.
Von 1997 bis 2005 spielte Bott die Rolle der Cora Hinze in der RTL-Daily-Soap Gute Zeiten, schlechte Zeiten. Ab Mitte 2008 war sie in der Daily Soap Alles was zählt in der Rolle der Céline Laffort zu sehen. 2010 stieg sie aus der Serie aus, um sich mehr um ihre Familie in Hamburg zu kümmern. Von Juni 2011 bis Januar 2012 spielte sie die Rolle der Julia Mendes in der Daily Soap Verbotene Liebe.
2007/2008 nahm Bott an der zweiten Staffel von Stars auf Eis teil. 2010 nahm sie an der dritten Staffel der Show Let’s Dance teil und belegte dort den dritten Platz.
Bisher dreimal ließ sich Bott für den Playboy fotografieren: für die Ausgaben Februar 2002, Februar 2012 und Juni 2017.
Von Oktober 2016 bis Dezember 2019 moderierte sie das Boulevardmagazin Prominent! bei VOX im Wechsel mit Amiaz Habtu und Nova Meierhenrich, später auch mit Laura Dahm. Ebenso war sie dort 2016 bei der Documentary 6 Mütter auf VOX zu sehen.
Bott hat einen Sohn (* 2003) aus einer Beziehung (1995–2012) mit dem Kameramann Florian König sowie eine Tochter (* 2015) und zwei Söhne (* 2019 und 2021) mit dem Unternehmensberater Benjamin Baarz, den sie nach elf Jahren Beziehung 2024 heiratete und dessen Namen sie annahm, während sie Bott als Künstlernamen beibehielt. Mit ihrer Familie lebt sie in Hamburg-Eppendorf. Sie sang als Anhängerin im Jahr 2021 die neue Hymne des Fußballvereins Hamburger SV mit ein.

## Filmografie (Auswahl)

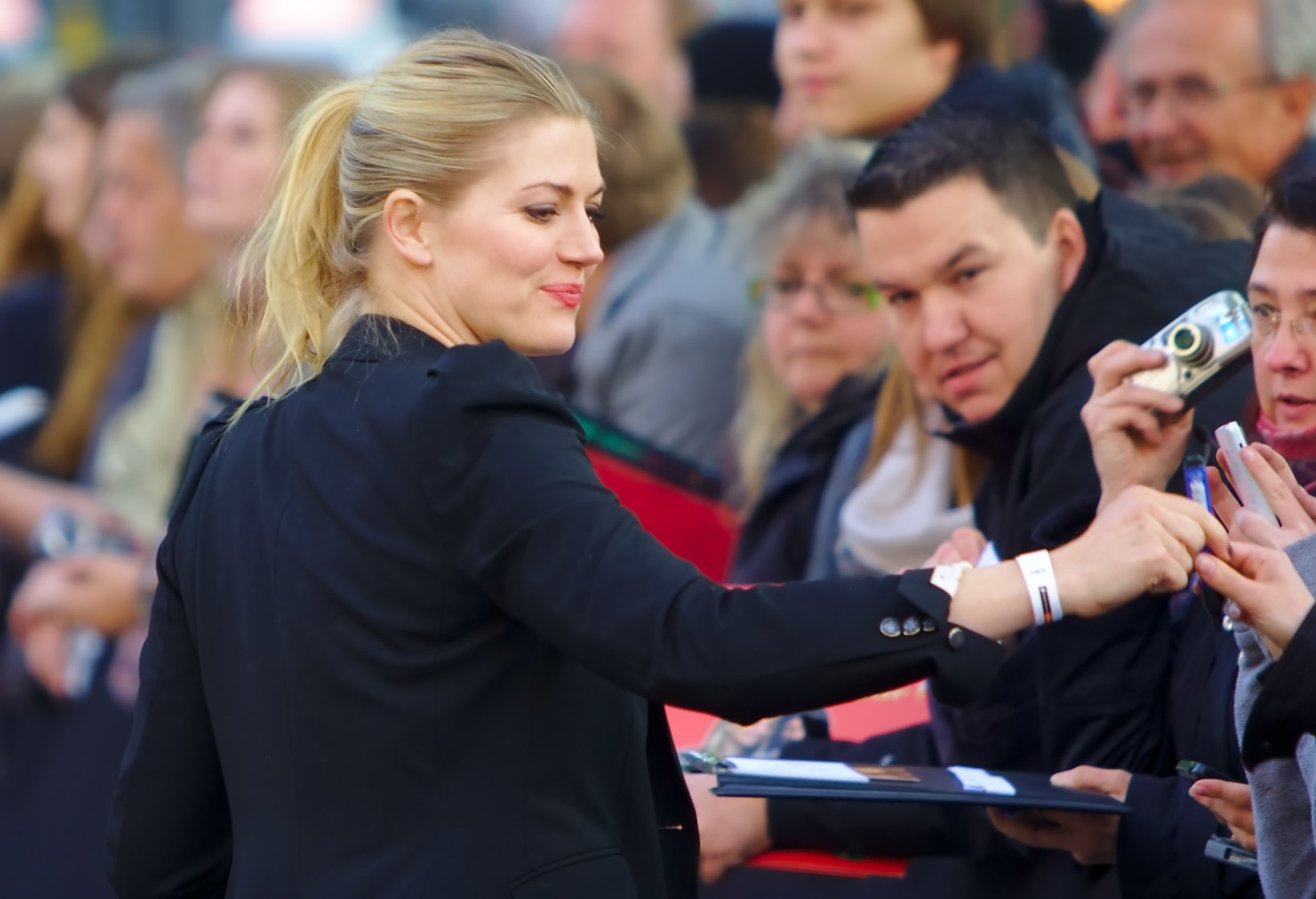
Bott gibt bei einer Filmpremiere Autogramme (2014)

- 1997–2005: Gute Zeiten, schlechte Zeiten (Fernsehserie, 1990 Episoden)
- 2002: Das beste Stück (Fernsehfilm)
- 2002–2003: Hinter Gittern – Der Frauenknast (Fernsehserie, 8 Episoden)
- 2002–2005: Blaubär und Blöd
- 2006: Die Sturmflut (Fernsehfilm)
- 2006: Unter den Linden – Das Haus Gravenhorst (Fernsehserie, 13 Episoden)
- 2007: SOKO Kitzbühel (Fernsehserie, eine Episode)
- 2007: Rosamunde Pilcher – Flügel der Hoffnung
- 2007: Ein unverbesserlicher Dickkopf (Fernsehfilm)
- 2007: Alarm für Cobra 11 – Die Autobahnpolizei (Fernsehserie, eine Episode)
- 2008–2010: Alles was zählt (Fernsehserie, 543 Episoden)
- 2008: Das Traumhotel – Karibik (Fernsehserie)
- 2009: Inga Lindström – Sommermond
- 2010: Countdown – Die Jagd beginnt (Fernsehserie)
- 2011–2012: Verbotene Liebe (Fernsehserie, 133 Episoden)[10]
- 2011: Der letzte Bulle (Fernsehserie, eine Episode)
- 2011: Emilie Richards – Sehnsucht nach Sandy Bay
- 2011: Das Traumschiff – Kambodscha (Fernsehreihe)
- 2012: SOKO Stuttgart (Fernsehserie, eine Episode)
- 2012: In aller Freundschaft (Fernsehserie, Folge 568: Sehnsucht)
- 2013: Heiter bis tödlich: Morden im Norden (Fernsehserie, eine Episode)
- 2014: Inga Lindström – Sterne über Öland
- 2014: Kreuzfahrt ins Glück (Fernsehserie, eine Episode)
- 2015: Männer! – Alles auf Anfang (Fernsehserie, eine Episode)
- 2016, 2019: Grill den Henssler (Fernsehshow, zwei Episoden)
- 2018: Genial daneben – Das Quiz (Fernsehshow, eine Episode)
- 2025: Ich bin ein Star – Holt mich hier raus! (RTL, Reality-TV-Show, Teilnehmerin)

## Theater
- 1995: Carlos, Tankred Dorst
- 1995: Preparadisesorrynow, Fassbinder
- 1996: LiebeGehirneAbwickeln, Uwe Paulsen
- 1997: Unter dem Milchwald, Dylan Thomas
- 1997: Yvonne, Prinzessin von Burgund
- 2013: Achtung Deutsch, Stefan Vögel[11]
- 2014: Der Mann, der sich nicht traut, Curth Flatow[12]
- 2014–2015: Paarungen, Éric Assous[13]

## Bücher
- mit Leonie Lutz: Generation Mami. 999 Begriffe rund um die Schwangerschaft für 9 Monate voller Liebe, Lust und Launen. Goldmann, München 2004, ISBN 3-442-16660-8.
- mit Josephine Bayer: Baby-Beikost. Vorkochen. Einfrieren. Entspannen. Becker Joest Volk, Hilden 2018, ISBN 978-3-95453-141-7.
- Ich bin eine Traumfrau – oder wie heißt das, wenn man immer müde ist? Eden Books – ein Verlag der Edel Verlagsgruppe, Hamburg 2020, ISBN 978-3-95910-292-6.
- Ninas easy-peasy Familienkochbuch. Becker Joest Volk, Hilden 2023, ISBN 978-3-95453-288-9

## Diskografie
- 1998: Gute Zeiten – Schlechte Zeiten – Vol. 14: Voll Cool – Die Schnee-CD (Tic Tic Toc)
- 1999: Gute Zeiten – Schlechte Zeiten – Vol. 18: Party Pack (& Nadine Dehmel: Deep)
- 2001: Gute Zeiten – Schlechte Zeiten – Unter Sternen: Musik & Tips für 12 Sternzeichen